# محلول سكر عن طريق الوريد
محلول السكر عن طريق الوريد، ويعرف أيضاً بمحلول الدكستروز، هو خليط من الجلوكوز والماء. ويستخدم لعلاج نقص سكر الدم أو نقص الماء بدون نقص الكهرل. قد يحدث نقص الماء دون نقص الكهرل في حالات فرط كالسيوم الدم، وفرط الدرقية، والحمى
ومرض السكري الكاذب. كما يستخدم محلول السكر في علاج الحماض الكيتوني السكري وفرط بوتاسيوم الدم وكجزء من عملية التغذية بالحقن. وهو من أنواع العلاج عن طريق الوريد.
قد تحدث آثار جانبية لإعطاء محلول سكري عن طريق الوريد ، كحدوث تهيّج وريدي (الذي يعطى المحلول من خلاله)، وفرط سكر الدم واستسقاء. قد يؤدي الاستخدام المفرط إلى نقص صوديوم الدم ومشاكل كهرل أخرى. تدخل محاليل السكر الوريدية في نطاق العلاجات الموسعة للحجم. وتتوفر بتراكيز مختلفة من الدكستروز منها 5% و10% و50%. كما تتوفر المحاليل ممزوجة مع مصل فيزيولوجي.
أصبحت محاليل الدكستروز متوفرة للاستخدامات الطبية في عشرينات وثلاثينات القرن العشرين. وهي مدرجة في قائمة منظمة الصحة العالمية للأدوية الأساسية، كإحدى أكثر الأدوية فعالية وأماناً في نظام الرعاية الصحية. تبلغ تكلفة الجملة للمحلول في الدول النامية من 1.00 إلى 1.80 دولار أمريكي لكل لتر من المحلول ذي التركيز 10% دكستروز في الماء، أما المحاليل ذات تركيز 5% دكستروز في مصل فيزيولوجي فتكلفتها 0.60 -2.40 دولاراً أمريكياً لكل لتر. في المملكة المتحدة، قارورة المحلول بتركيز 50% تكلف 2.01 جنيه استرليني حسب هيئة الخدمات الصحية الوطنية.

## الأنواع
تتضمن أنواع الدكستروز ما يلي:

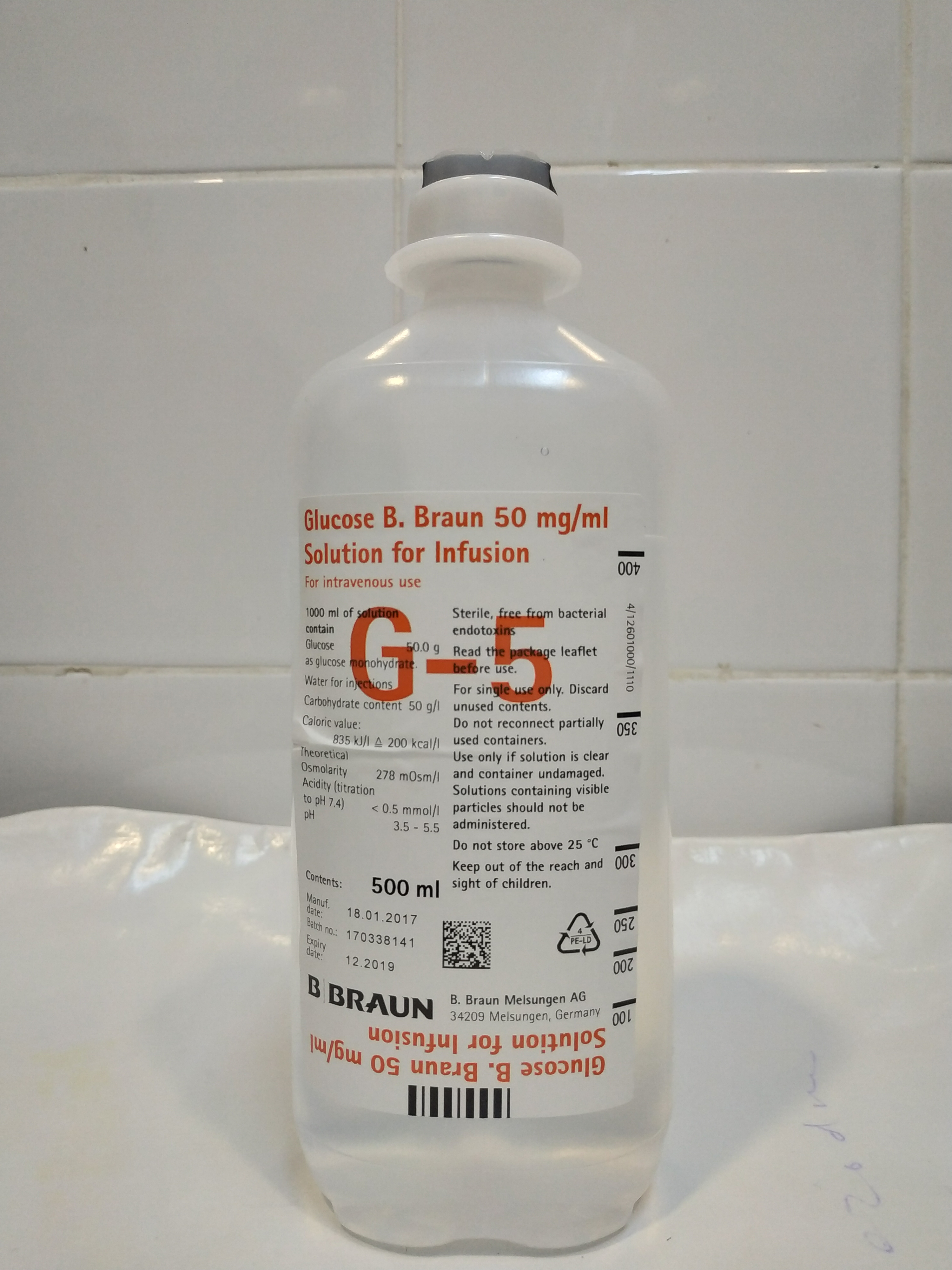

- D5W (5% دكستروز في ماء)، يتكون من 278 mmol/ليتر دكستروز
- D5NS (5% دكستروز في ماء مالح عادي)، حيث يكون تركيز كتلة كلوريد الصوديوم حوالي 0.90%.
  - D5 1/2NS 5% دكستروز في نصف كمية الماء المالح العادي (0.45% w/v من الملح NaCl).[10]
- D5LR (5% دكستروز في محلول رينغر اللاكتاتي)

النسبة المئوية هي كسر كتلي، أي أن 5% من محلول الغلوكوز\دكستروز تحتوي على 50 غرام\لتر من الغلوكوز\دكستروز (بمعنى أبسط، 5& من الدكستروز يعني أن المحلول يحتوي 5غم\100مل من المحلول)
يعطي الغلوكوز طاقة بمقدار 4 كيلو كالوري لكل غرام، إذاً 5% من محلول الغلوكوز يعطي 0.2 كيلو كالوري للمللتر. إذا تم تحضير المحلول من "هيدرات أحادية"، والتي تعطي 3.4 كيلو كالوري لكل غرام، فإن 5% من المحلول يعطي 0.17 كيلو كالوري للمللتر.